# Hammer to Fall
«Hammer to Fall» (en español: El martillo caerá) es una canción escrita por el guitarrista Brian May, para el álbum The Works de la banda de rock británica Queen, editado y publicado el 10 de septiembre de 1984 con Tear It Up como lado B, y la canción es la octava pista de su álbum de 1984 The Works. Fue editada como el cuarto y el último sencillo del disco, aunque la versión individual fue editada por treinta segundos en contraste con la versión en el álbum. Se usaron diferentes fundas para empaquetar este sencillo y la funda para imágenes en vivo ahora es un artículo de colección. La canción se remonta al Queen de sus orígenes, construyéndose alrededor de un potente riff reminiscente del hard rock.
"Hammer to Fall" fue la tercera canción que la banda interpretó en Live Aid en 1985. La canción aparece en el lista de canciones de The Works Tour y The Magic Tour. La versión completa del álbum de la canción aparece en Queen Rocks, mientras que la versión individual aparece en Greatest Hits II y Classic Queen.

## Historia
La canción alcanzó el número 3 en Sudáfrica, y 13 en la lista de singles del Reino Unido. Se volvió en una de las canciones favoritas para las presentaciones en vivo de la banda. Se puede encontrar en casi todos los conciertos ofrecidos por Queen desde el The Works Tour, incluso en el reciente Queen + Paul Rodgers Tour en 2005. La canción también apareció y formó parte del soundtrack o de la banda sonora de la película Highlander, una película para la que la banda había compuesto canciones vinculadas. El vídeo musical fue filmado y fue dirigido por David Mallet, conteniendo imágenes de una interpretación de la canción en Bruselas, durante el The Works Tour, y presenta al baterista Roger Taylor con una camiseta de mensaje de gran tamaño ("CHOOSE LIFE") creada por Katharine Hamnett. En el Concierto en Tributo a Freddie Mercury, Gary Cherone, el vocalista de Extreme, interpretó la canción.

## Análisis
En muchos puntos se refiere a la Guerra Fría, era en la que los miembros de la banda crecieron. También, puede decirse que habla de la guerra nuclear, por las menciones al armamento nuclear:
For we who grew up tall and proud

In the shadow of the mushroom cloud

Convinced our voices can't be heard

We just wanna scream it louder and louder and louder

What the hell are we fighting for?

Just surrender and it won't hurt at all
Por nosotros que crecimos altos y orgullosos,

en la sombra de la nube de hongo.

Convencidos que nuestras voces no podían ser oídas.

Solamente queremos gritar más fuerte, más fuerte y más fuerte:

¿Para qué demonios estamos peleando?

Solamente ríndete y no dolerá en absoluto.
El término "waiting for the hammer to fall" (esperando para que el martillo caiga) fue tomado como una anticipación del posible uso de que las armas nucleares y la Guerra Fría, se podía volver realidad en cualquier momento. La canción también contiene referencias a la muerte:
Rich or poor or famous

For your truth it's all the same (oh no oh no)

Lock your door but the rain is pouring

Through your window pane (oh no)

Baby now your struggle's all in vain
Rico o pobre, o famoso,

tu verdad es igual. (oh no oh no)

Cierras la puerta pero la lluvia está cayendo,

a través de la ventana. (oh no)

Cariño, ahora tu lucha es inútil.
Respecto a eso, Brian May, respondió o contestó en su sitio web a las dudas sobre el significado de la canción, refiriéndose a o diciendo que Hammer to Fall es una canción o un tema sobre estar preparado de que ante la muerte, porque es una parte de la vida, citado textualmente:

"Hammer to Fall is really about life and death, and being aware of death as being part of life. [...] The Hammer coming down is only a symbol of the Grim Reaper doing his job!!"Brian May

"Hammer to Fall realmente trata sobre la vida y la muerte y estar preparado para la muerte por ser parte de la vida. [...] El martillo que cae es solo un símbolo de la muerte en persona haciendo su trabajo"

La pregunta del significado de la canción se resolvió efectivamente cuando May escribió en su sitio web que "Hammer to Fall es realmente sobre la vida y la muerte, y ser consciente de la muerte como parte de la vida", y que "la caída del Hammer es solo un símbolo del Grim Reaper haciendo su trabajo".

## Vídeo musical
El vídeo musical fue dirigido por David Mallet, que contiene imágenes de una actuación de la canción en Bruselas durante The Works Tour.

## Interpretaciones en vivo
"Hammer to Fall" fue la tercera canción en la lista de canciones de la banda en Live Aid, después de "Bohemian Rhapsody" y "Radio Ga Ga". Las versiones en vivo de la canción en la década de 1980 también sirvieron como una oportunidad para que el tecladista de gira Spike Edney apareciera en el escenario tocando la guitarra rítmica. "Hammer to Fall" aparece en la lista de canciones de The Works Tour y The Magic Tour. Desde The Works Tour, de 1984 y 1985, la canción ha sido interpretada en todos los conciertos de Queen. Una interpretación memorable es la de Live at Wembley '86. A partir del 2005, durante la gira de Queen + Paul Rodgers, Return of the Champions, «Hammer to Fall» fue interpretada de una forma lenta, en el primer verso y estrofa por Brian May, para luego darle paso a Paul Rodgers, y el inicio de la parte más rápida, a partir del tercer verso. En la gira por Latinoamérica de The Cosmos Rock Tour, fue interpretada en una versión aún más rápida.
En el The Freddie Mercury Tribute Concert en 1992, el cantante de Extreme Gary Cherone interpretó la canción con Queen y Tony Iommi de Black Sabbath, habiendo hecho previamente una mezcla de otras canciones de Queen con su propio grupo.
Brian May la interpretó en su gira de 1992 y 1993, con una introducción lenta y tranquila, para terminarla con la sección hard rock. Se la puede encontrar en su álbum en vivo, Live at the Brixton Academy.
May interpretó una versión diferente de la canción con la primera parte interpretada al estilo de una balada en su gira en solitario de 1998 promocionando su segundo álbum Another World. Este acuerdo fue revivido para Queen + Paul Rodgers en 2005.

## Apariciones en otros medios
- La canción aparece en el libro de ciencia ficción de 1987 The Tommyknockers de Stephen King.
- Un fragmento o una parte de la canción se puede escuchar durante la escena con el veterano de Vietnam bien armado en la película Highlander de 1986.
- La canción se puso a disposición para descargar el 7 de diciembre de 2010 para su uso en la plataforma de juegos de música Rock Band 3, tanto en ritmo básico como en modo PRO, que permite el uso de una guitarra / bajo real y kits / teclados de batería electrónicos compatibles con MIDI. a las voces.
- Un fragmento de la canción se puede escuchar en el sexto episodio de la segunda temporada del seriado o de la serie Netflix, Stranger Things.[4]
- La canción se escucha en la película biográfica Bohemian Rhapsody, donde se representa la actuación de Queen's Live Aid.

## Créditos
- Escrita por: Brian May
- Producida por: Queen y Mack
- Músicos:
  - Freddie Mercury: voz principal y coros
  - Brian May: guitarra eléctrica, coros
  - John Deacon: bajo
  - Roger Taylor: batería, coros
  - Fred Mandel: sintetizador («candy floss»)

## Grabaciones en vivo
| DVD o VHS                                 | Año  | Tour                      | Lugar                            |
| ----------------------------------------- | ---- | ------------------------- | -------------------------------- |
| Radio Ga Ga                               |      |                           |                                  |
| Rock in Rio                               | 1985 | The Works Tour            | Barra da Tijuca - Río de Janeiro |
| We Are the Champions: Final Live in Japan | 1985 | The Works Tour            | Nippon Budōkan - Tokio           |
| Live Aid                                  | 1985 |                           | Estadio de Wembley - Londres     |
| Queen at Wembley                          | 1986 | Magic Tour                | Estadio de Wembley - Londres     |
| Queen Live in Budapest                    | 1986 | Magic Tour                | Stadium Puskás Ferenc - Budapest |
| Concierto en Tributo a Freddie Mercury    | 1992 |                           | Wembley Stadium - Londres        |
| Return of the Champions                   | 2005 | Queen + Paul Rodgers Tour | Hallam FM Arena - Sheffield      |
| Super Live in Japan                       | 2006 | Queen + Paul Rodgers Tour | Saitama Super Arena - Saitama    |
| Live in Ukraine                           | 2009 | Rock the Cosmos Tour      | Járkov                           |